# GL5主动防护系统

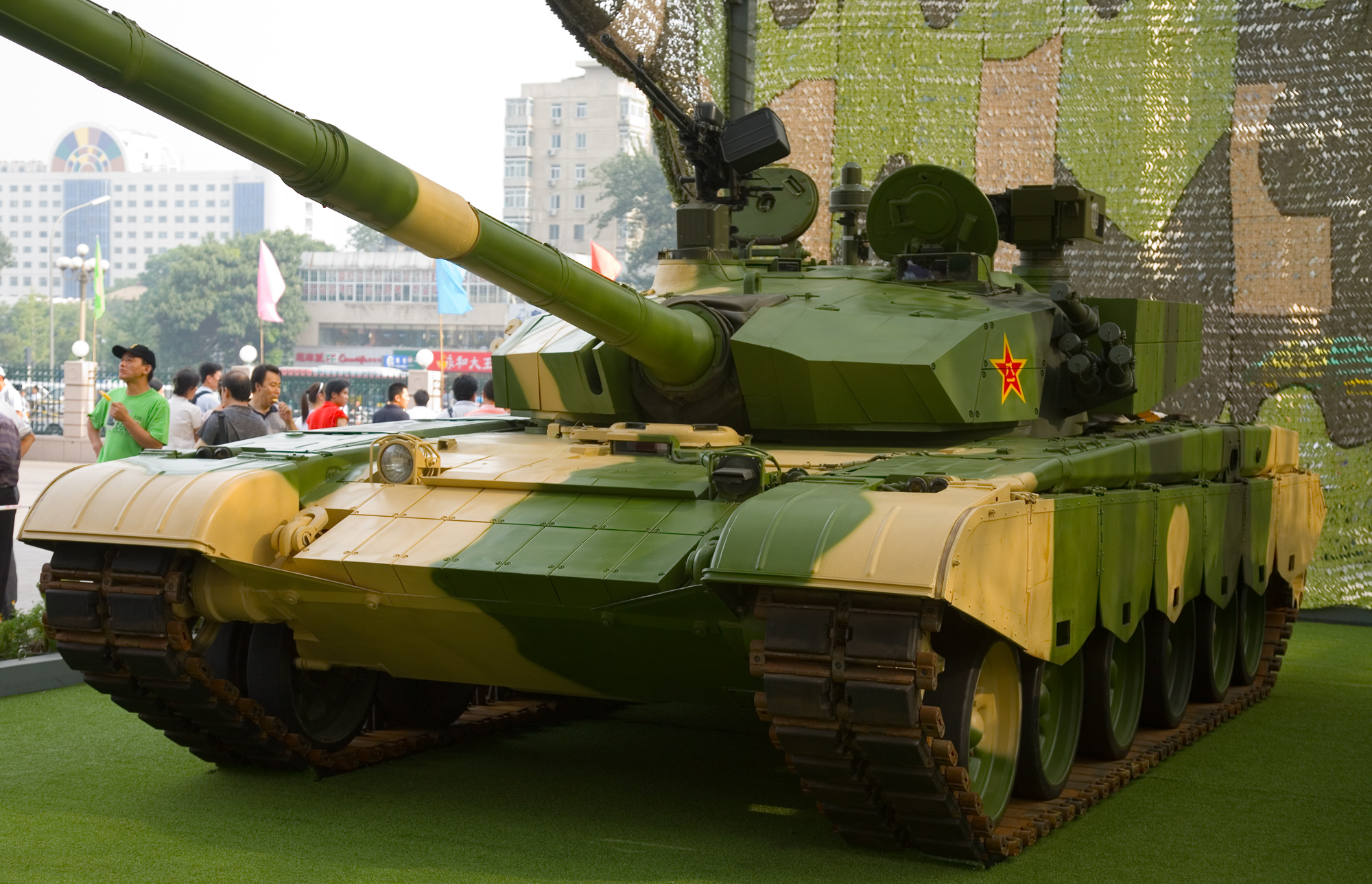
99式第三代主战坦克

GL5主动防护系统是中国北方工业公司自主研发的一款专为主战坦克和步兵战车设计的主动防护系统。该系统可以探测距离在100米以内、360度水平角和20度俯仰角范围内来袭的反坦克导弹及其他来袭弹头。检测到来袭威胁后，该系统会自动向其发射两枚防御火箭。该系统采用四个多任务火控雷达来跟踪和应对传入的威胁。  目前，该系统安装在VT-4主战坦克和VT-5轻型坦克上。   